# Dakshin Gangotri
Dakshin Gangotri („południowe Gangotri”, od miejsca w którym znajdują się źródła Gangesu) – sezonowa stacja antarktyczna, należąca do Indii, położona na Antarktydzie Wschodniej.

## Położenie i warunki
Stacja znajduje się na lodowcu szelfowym na Wybrzeżu Księżniczki Astrid na Ziemi Królowej Maud. Posiada dwa budynki spięte łącznikiem. Blok A zawierał generatory, paliwo, warsztaty i magazyn na piętrze, blok B zawierał laboratoria, kuchnię i jadalnię na parterze, a sypialnie, toalety i pokój łączności radiowej na piętrze.

## Historia i działalność
Stacja Dakshin Gangotri rozpoczęła działalność w grudniu 1983 roku (budowa została ukończona w lutym 1984 roku). Program badawczy obejmował meteorologię, glacjologię, geologię i geofizykę, w szczególności w kontekście historii geologicznej Antarktydy, zasobów mineralnych i naturalnych węglowodorów; ponadto prowadzono badania atmosfery, oceanograficzne i poświęcone komunikacji, działało także obserwatorium magnetometryczne. W związku ze stopniowym zasypywaniem stacji przez śnieg, który całkowicie pokrył ją w lecie 1984/85 i niszczył budynki, została ona opuszczona w 1989, a nowym centrum operacyjnym indyjskiego programu antarktycznego stała się położona około 90 km od niej nowa stacja Maitri. Pogrążona w śniegu stacja bywa używana jako baza polowa w sezonie letnim.
Na liście historycznych miejsc i pomników Antarktydy znajduje się tablica upamiętniająca członków pierwszej indyjskiej wyprawy antarktycznej w 1982 roku (nr 44).